# Widdersteinhütte
Die Widdersteinhütte ist eine private Schutzhütte in den Allgäuer Alpen und befindet sich in 2009 m ü. A. Höhe südseitig am Fuße des Großen Widderstein. Die Hütte bietet Platz für 28 Personen im Matratzenlager.

## Aufstiege
Die Widdersteinhütte ist über vier Aufstiege zu erreichen:
- von Baad (Kleinwalsertal) durch das Bärgundtal über den Hochalppass (Gehzeit 3 Stunden)
- von Mittelberg (Kleinwalsertal) über das Gemsteltal (Gehzeit 2½ Stunden)
- von Warth (Gehzeit 1½ Stunden)
- vom Hochtannbergpass (Gehzeit 1 Stunde)

## Gipfelbesteigung
- zum Gipfel des Großen Widderstein (Gehzeit 1½ Stunden)

## Rundwanderung vom Kleinwalsertal
Von Mittelberg taleinwärts über die Sonnhalde nach Bödmen und weiter taleinwärts und über den Gemstelweg ins Gemsteltal. Von dort hinauf zum Gemstelpass und weiter zur Widdersteinhütte. Zurück in das Kleinwalsertal über den Hochalppass ins Bärgunttal und weiter nach Baad (Gehzeit 5½ Stunden).